# Zygophlaeoba foveopunctata
Zygophlaeoba foveopunctata är en insektsart som beskrevs av Bolívar, I. 1914. Zygophlaeoba foveopunctata ingår i släktet Zygophlaeoba och familjen gräshoppor. Inga underarter finns listade i Catalogue of Life.